# 在ラスパルマス領事事務所

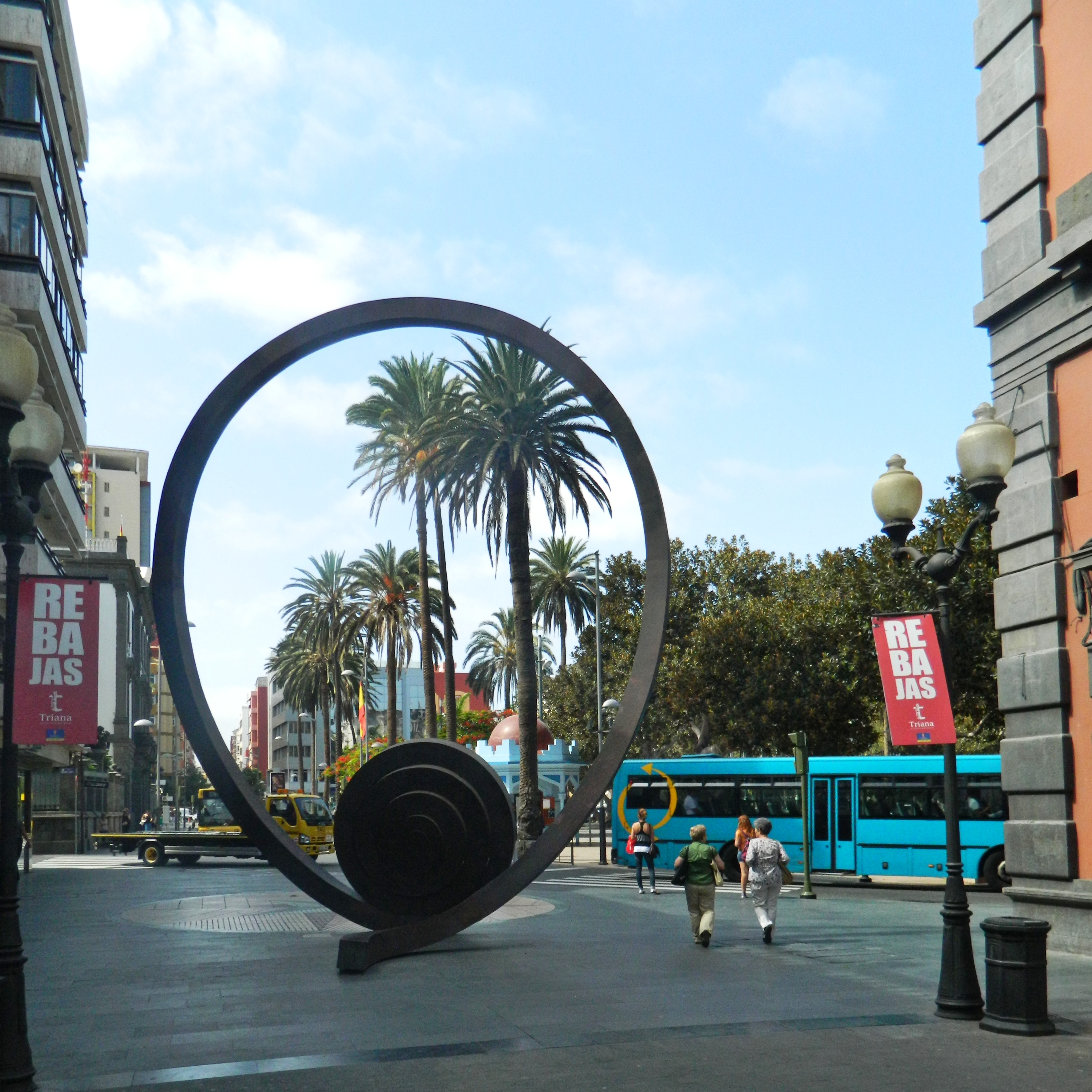
2020年1月17日より、右にある朱色のビル Edificio la Unión y el Fénix の3階左に領事事務所が入居している

在ラスパルマス領事事務所（在ラス・パルマス領事事務所、スペイン語: Consulado de Japón en Las Palmas de Gran Canaria、英語: Consulate of Japan in Las Palmas）は、スペイン王国カナリア諸島の共同首都かつ最大都市のラス・パルマス・デ・グラン・カナリア（ラスパルマス）に設置されている日本の領事事務所である。2024年3月より、山田真示が所長を務めている。
スペインの祝日に加えて、カナリア自治州の祝日であるカナリアの日やラスパルマスの祝日であるカーニバル（謝肉祭）、ラスパルマス市設立記念日も休館日となっている。

## 沿革
- 1952年4月28日、サンフランシスコ平和条約の発効により日本国が独立、スペインは同条約の締結国ではないが[4]、第二次世界大戦により途絶えていた日本とスペインの国交が再開される[5]
- 1966年4月26日、在ラスパルマス日本国総領事館（在ラス・パルマス日本国総領事館、スペイン語: Consulado General de Japón en Las Palmas de Gran Canaria、英語: Consulate-General of Japan in Las Palmas）が開設される[6]
- 2003年4月1日、ラスパルマスの総領事館が廃止される[7]
- 2003年、廃止された総領事館に代わって在ラスパルマス出張駐在官事務所（在ラス・パルマス出張駐在官事務所）が開設される[8]
- 2014年8月1日、ラスパルマスの出張駐在官事務所が在ラスパルマス領事事務所（在ラス・パルマス領事事務所）に改称される[9]
- 2020年1月17日、前日までサンティアゴ・ルシニョール通り12番地（Calle Santiago Rusiñol, 12）にあった領事事務所が、同じラスパルマス市内のトリアナ通り（スペイン語版）120番地（Calle Triana, 120）に移転する[10]

## 所在地
| 日本語     | 〒35002 ラスパルマス市トリアナ通り120番地3階左                             |
| スペイン語 | Calle Triana, 120, 3ª Planta Izquierda, 35002 - Las Palmas de Gran Canaria |

## 管轄地域
カナリア自治州（グラン・カナリア島、テネリフェ島、ランサローテ島、フエルテベントゥーラ島、ラ・パルマ島、ラ・ゴメラ島及びエル・イエロ島）を管轄。

## 主要事件

### 日本画「銀盆に盛る」消失疑惑（2007年）
2007年5月25日、当日発売の雑誌『週刊金曜日』の報道により、ラスパルマスの駐在官事務所の美術品リストから須田瑛中作の日本画「銀盆に盛る」が消えていた事実が発覚する。同月29日、前述の報道を受け、鈴木宗男衆議院議員が第166回国会で「在ラスパルマス駐在官事務所に配置されていた日本画「銀盆に盛る」の消失に関する質問主意書」を提出した。
同年6月8日、鈴木議員の質問を受けて塩崎恭久国務大臣（内閣官房長官）が答弁書を提出し、当該の絵画が東京の外務本省にて適切な管理体制のもと保管されているとの旨を回答したことにより、当該絵画が消失ではなく移転していた事実が明らかになった。